# Marketa Lazarová
Marketa Lazarová je češkoslovaški zgodovinski film iz leta 1967 v režiji Františka Vláčila . Film se odvija v srednjem veku in pripoveduje o hčerki fevdalnega gospoda, ki so jo ugrabili sosednji roparski vitezi in postane ljubica enega od njih.
Marketa Lazarová je bila leta 1998 izbrana za najboljši češki film.